# Élections sénatoriales de 1989 dans les Alpes-Maritimes
Les élections sénatoriales dans les Alpes-Maritimes ont lieu le dimanche 24 septembre 1989. 
Elles ont pour but d'élire les sénateurs représentant le département au Sénat pour un mandat de neuf ans.

## Contexte départemental
Lors des élections sénatoriales du 28 septembre 1980 dans les Alpes-Maritimes, trois sénateurs UDF et un sénateur DVD sont élus, Victor Robini décédé le 25 décembre 1984 et remplacé par José Balarello, Pierre Merli remplacé par Charles Ginésy à la suite de son élection à l'Assemblée nationale le 12 juin 1988, Francis Palmero décédé le 13 mai 1985 et remplacé par Pierre Laffitte et Joseph Raybaud.
Depuis, tous les effectifs du collège électoral des grands électeurs sont renouvelés, avec les élections législatives de 1988 dans les Alpes-Maritimes, les élections régionales françaises de 1986, les élections cantonales de 1985 et 1988 et les élections municipales françaises de 1989.

## Rappel des résultats de 1980
| Candidat et parti politique | Candidat et parti politique | Candidat et parti politique | Premier tour | Premier tour | Second tour | Second tour |
| Candidat et parti politique | Candidat et parti politique | Candidat et parti politique | Voix         | %            | Voix        | %           |
| --------------------------- | --------------------------- | --------------------------- | ------------ | ------------ | ----------- | ----------- |
|                             | Pierre Merli                | DVD                         | 516          | 40,66        | '           | '           |
|                             | Joseph Raybaud              | DVD                         | 473          | 37,27        | '           | '           |
|                             | Francis Palmero             | DVD                         | 445          | 35,07        | '           | '           |
|                             | Raoul Bosio                 | DVD                         | 380          | 29,94        |             |             |
|                             | Victor Robini               | DVD                         | 311          | 24,51        | '           | '           |
|                             | Pierre Gianotti             | RPR                         | 282          | 22,22        |             |             |
|                             | Jean-Jacques Robert         | DVD                         | 269          | 21,20        |             |             |
|                             | Pierre Bachelet             | DVD                         | 207          | 16,31        |             |             |
|                             | Louis Fiori                 | PCF                         | 207          | 16,31        |             |             |
|                             | Régis Capponi               | DVD                         | 204          | 16,08        |             |             |
|                             | Albert Maccary              | PCF                         | 178          | 13,79        |             |             |
|                             | Monete Rocca                | PCF                         | 175          | 14,03        |             |             |
|                             | Romain Maurel               | PCF                         | 175          | 14,03        |             |             |
|                             | Pascal Augier               | DVD                         | 173          | 13,63        |             |             |
|                             | Paul Chomicki               | PS                          | 164          | 12,92        |             |             |
|                             | Roger Belludy               | PS                          | 151          | 11,90        |             |             |
|                             | Séraphin Pinto              | PS                          | 122          | 9,61         |             |             |
|                             | Michèle Matringe            | PS                          | 115          | 9,06         |             |             |
|                             | Jean Hancy                  | MRG                         | 73           | 5,75         | Retrait     | Retrait     |
|                             | Pierre Mérembielle          | SE                          | 18           | 1,42         | Retrait     | Retrait     |
|                             | Monique Lefort              | DVD                         | 5            | 0,39         | Retrait     | Retrait     |
|                             | René Zucchini               | DVD                         | 4            | 0,32         | Retrait     | Retrait     |
|                             | Pierre Torchet              | DVD                         | 4            | 0,32         | Retrait     | Retrait     |
|                             |                             |                             |              |              |             |             |
| Inscrits                    | Inscrits                    | Inscrits                    | 1 296        | 100,00       | 1 296       | 100,00      |
| Abstentions                 | Abstentions                 | Abstentions                 | 3            | 0,42         |             |             |
| Votants                     | Votants                     | Votants                     | 1 293        | 99,58        |             |             |
| Blancs et nuls              | Blancs et nuls              | Blancs et nuls              | 24           | 0,84         |             |             |
| Exprimés                    | Exprimés                    | Exprimés                    | 1 269        | 99,16        |             |             |

## Sénateurs sortants
| Sénateur | Sénateur        | Parti | Fonctions lors de l'élection en 1980                  |
| -------- | --------------- | ----- | ----------------------------------------------------- |
|          | Joseph Raybaud  | DVD   | Sénateur sortant, conseiller général, maire de Levens |
|          | José Balarello  | UDF   | Conseiller général, maire de Tende                    |
|          | Charles Ginésy  | RPR   | Conseiller général, maire de Péone                    |
|          | Pierre Laffitte | UDF   |                                                       |

## Candidats
Dans les Alpes-Maritimes, les sénateurs sont élus au scrutin majoritaire à deux tours. 
| Candidats | Candidats           | Parti | Principale fonction                                  |
| --------- | ------------------- | ----- | ---------------------------------------------------- |
|           | Roger Carlès        | PCF   | Conseiller général, maire de Contes                  |
|           | Louis Fiori         | PCF   | Conseiller municipal de Nice                         |
|           | Marius Papi         | PCF   | Maire de Gattières                                   |
|           | Claude Mayaffre     | PCF   | Conseiller municipal de Grasse                       |
|           | Pierre Joselet      | PS    | Conseiller municipal de Nice                         |
|           | Joël Blumenkrantz   | PS    | Adjoint au maire de Cap-d'Ail                        |
|           | Jacqueline Delahaye | PS    | Adjoint au maire de La Trinité                       |
|           | Yvon Grinda         | PS    |                                                      |
|           | José Balarello      | UDF   | Sénateur sortant, conseiller général, maire de Tende |
|           | Pierre Merli        | UDF   | Député, maire d'Antibes                              |
|           | Pierre Laffitte     | UDF   | Sénateur sortant, conseiller municipal de Vence      |
|           | Raoul Bosio         | UDF   | Conseiller général                                   |
|           | Charles Ginésy      | RPR   | Sénateur sortant, conseiller général, maire de Péone |
|           | Honoré Bailet       | RPR   | Adjoint au maire de Nice                             |
|           | André-Charles Blanc | RPR   | Maire de Théoule-sur-Mer                             |
|           | Dominique Bégard    | DVD   | Maire de Spéracèdes                                  |
|           | Henri-Philippe Goby | DVD   | Conseiller municipal de Grasse                       |
|           | Max Baeza           | FN    | Conseiller régional, conseiller municipal de Nice    |

## Résultats
Les nouveaux représentants sont élus pour une législature de 9 ans au suffrage universel indirect par les 1 616 grands électeurs du département.
| Candidat et parti politique | Candidat et parti politique | Candidat et parti politique | Premier tour | Premier tour | Second tour | Second tour |
| Candidat et parti politique | Candidat et parti politique | Candidat et parti politique | Voix         | %            | Voix        | %           |
| --------------------------- | --------------------------- | --------------------------- | ------------ | ------------ | ----------- | ----------- |
|                             | Charles Ginésy              | RPR                         | 1 042        | 65,08        |             |             |
|                             | José Balarello              | UDF                         | 1 015        | 63,40        |             |             |
|                             | Honoré Bailet               | RPR                         | 730          | 45,60        | 640         | 41,03       |
|                             | Pierre Merli                | UDF                         | 679          | 42,41        | 604         | 38,72       |
|                             | Pierre Laffitte             | UDF                         | 559          | 34,92        | 793         | 50,83       |
|                             | André-Charles Blanc         | RPR diss.                   | 242          | 15,12        | Retrait     | Retrait     |
|                             | Pierre Joselet              | PS                          | 161          | 10,06        | 116         | 7,44        |
|                             | Joël Blumenkrantz           | PS                          | 148          | 9,24         | 97          | 6,22        |
|                             | Max Baeza                   | FN                          | 146          | 9,12         | 119         | 7,63        |
|                             | Jacqueline Delahaye         | PS                          | 138          | 8,62         | Retrait     | Retrait     |
|                             | Raoul Bosio                 | UDF                         | 136          | 8,49         | Retrait     | Retrait     |
|                             | Yvon Grinda                 | PS                          | 123          | 7,68         | Retrait     | Retrait     |
|                             | Roger Carlès                | PCF                         | 118          | 7,37         | 99          | 6,35        |
|                             | Louis Fiori                 | PCF                         | 117          | 7,31         | 103         | 6,60        |
|                             | Marius Papi                 | PCF                         | 117          | 7,31         | Retrait     | Retrait     |
|                             | Claude Mayaffre             | PCF                         | 107          | 6,68         | Retrait     | Retrait     |
|                             | Dominique Bégard            | DVD                         | 38           | 2,37         | Retrait     | Retrait     |
|                             | Henri Goby                  | DVD                         | 11           | 0,69         | Retrait     | Retrait     |
|                             |                             |                             |              |              |             |             |
| Inscrits                    | Inscrits                    | Inscrits                    | 1 616        | 100,00       | 1 122       | 100,00      |
| Abstentions                 | Abstentions                 | Abstentions                 | 5            | 0,19         | 28          | 1,36        |
| Votants                     | Votants                     | Votants                     | 1 611        | 99,81        | 1 594       | 98,64       |
| Blancs et nuls              | Blancs et nuls              | Blancs et nuls              | 31           | 0,74         | 34          | 2,13        |
| Exprimés                    | Exprimés                    | Exprimés                    | 1 580        | 99,26        | 1 560       | 97,87       |